# Matlalxoch
Matlalxoch je bila aztečka princeza, kći prvog aztečkog cara, Acamapichtlija od Tenochtitlána.
Bila je potomak kralja Coxcoxtlija od Cōlhuàcāna.
Spominje ju povjesničar Chimalpahin.
Bila je polusestra Huitzilihuitla i Itzcoatla te poluteta Chimalpopoce i Montezume I.